# Where the Corpses Sink Forever
| Críticas profissionais | Críticas profissionais |
| Avaliações da crítica  | Avaliações da crítica  |
| Fonte                  | Avaliação              |
| ---------------------- | ---------------------- |
| Sludge Factory         | 9/10 link              |
| sputnikmusic           | link                   |

Where the Corpses Sink Forever é o terceiro álbum da banda neerlandesa de black metal sinfônico Carach Angren.

## Faixas
| N.º | Título                                                 | Duração |  |
| 1.  | "An Ominous Recording"                                 | 01:58   |  |
| 2.  | "Lingering in an Imprint Haunting"                     | 05:04   |  |
| 3.  | "Bitte Tötet Mich"                                     | 05:03   |  |
| 4.  | "The Funerary Dirge of a Violinist"                    | 08:04   |  |
| 5.  | "Sir John"                                             | 04:27   |  |
| 6.  | "Spectral Infantry Battalions"                         | 02:04   |  |
| 7.  | "General Nightmare"                                    | 04:19   |  |
| 8.  | "Little Hector What Have You Done?"                    | 04:55   |  |
| 9.  | "These Fields Are Lurking (Seven Pairs of Demon Eyes)" | 07:15   |  |

## Créditos
- Seregor - vocais, guitarras
- Ardek - teclado, piano, orquestrações, vocal de apoio
- Namtar - bateria, percussão

Participações
- Valak  - 	 guitarra - ao vivo
- Tyrann  - 	 parte falada em "General Nightmare "
- Nikos Mavridis 	  - violino